# Medianoche

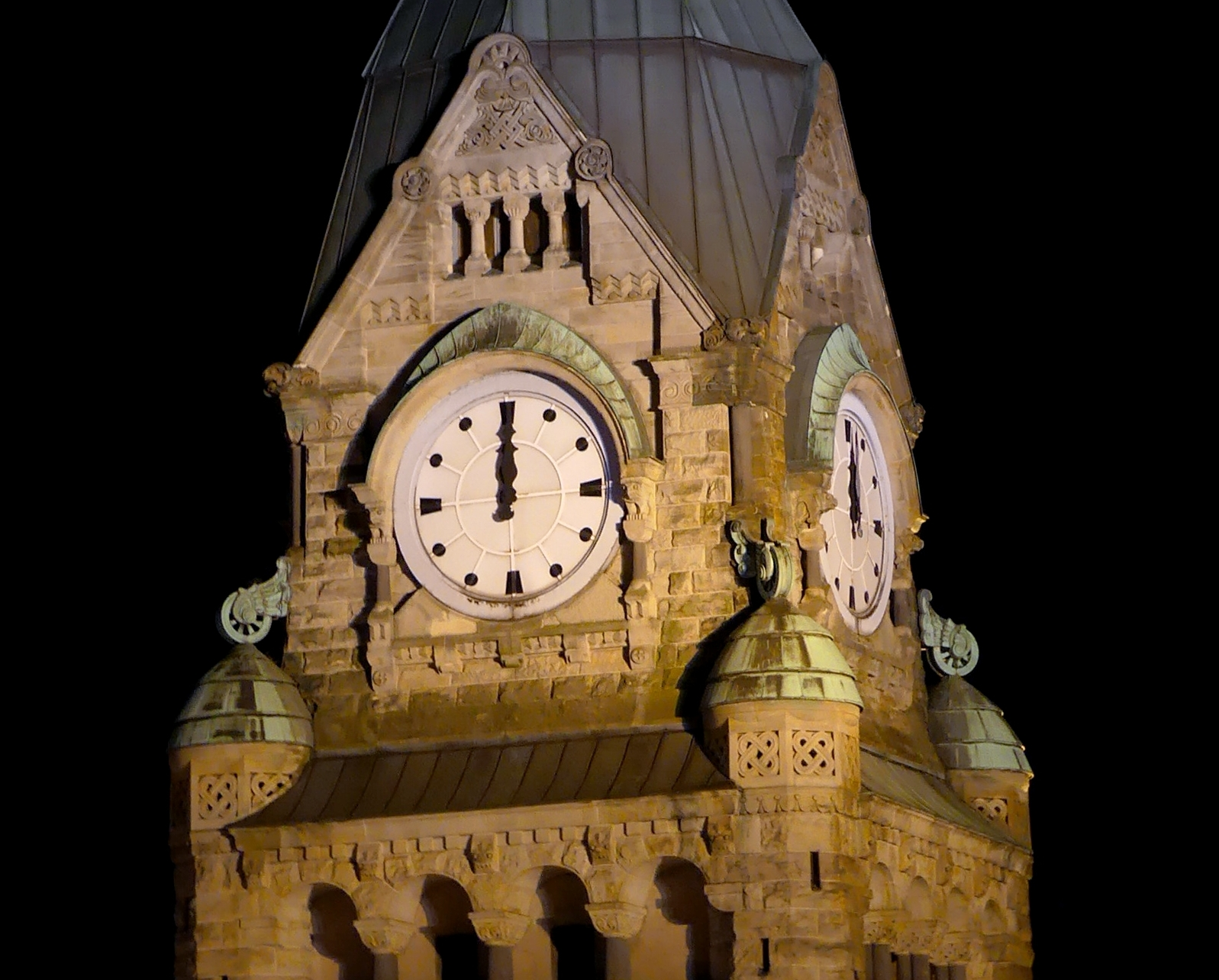
Medianoche en el reloj de la estación de tren de Metz, en Francia

La medianoche, literalmente «parte central de la noche», es la hora arbitrariamente señalada para determinar el final de un día y el principio del siguiente en algunas culturas, principalmente occidentales. La medianoche dependió originalmente del momento de puesta del sol y del amanecer, variando según las estaciones.
La medianoche solar es el opuesto al mediodía solar, cuando el sol está cercano al nadir y la noche es más oscura. Debido al advenimiento de las zonas de tiempo, que permite tener la misma hora en un rango de meridianos, coincide raramente con la medianoche del reloj, pero puede ser calculada. La medianoche solar depende más de la longitud que del huso horario.
Mientras que en otras culturas la medianoche ocupa un rango de varias horas, en español siempre denota el momento puntual en el que se hace el cambio de día calendario. Se le suele llamar popularmente "las doce de la noche" debido a la posición de las agujas en los relojes. Para efectos de horario se suelen utilizar las denominaciones 00:00 h, 24:00 h o 12:00 a. m. para distinguirla de las 12:00 o 12:00 p. m. que corresponde al mediodía. El término equivalente español a la medianoche anglosajona, que abarca desde las altas horas de la noche hasta la madrugada sería sobrenoche. Por su parte, en el modelo de veinticuatro horas se representa como 0 h (se lee «las cero horas»).

## Comienzo y fin del día
Algunos calendarios religiosos continúan comenzando el día en otra hora, por ejemplo, en la oscuridad en el calendario hebreo y el calendario islámico.
Dado el hecho que la medianoche es el comienzo formal del día calendario, por ese motivo se suele festejar el Año Nuevo cada vez que llega esa hora luego de la noche del 31 de diciembre (Nochevieja), significando esto el cambio al 1 de enero. 

## Significados culturales
En el pensamiento mágico tradicional, la medianoche se refiere a la medianoche solar, en oposición al mediodía solar. Estos forman un eje que liga el mundo mundano a otros mundos siendo el apogeo de la oscuridad y del perigeo de la luz. Así, la medianoche tradicional se asocia a caos, a muerte, al inframundo y al misterio.[cita requerida]
Todas las criaturas sobrenaturales de la oscuridad —evocando a temidos depredadores nocturnos— frecuentan la noche, y su poder es mayor en su punto central: medianoche.[cita requerida]
La medianoche era también el momento apropiado para recolectar los ingredientes usados en actos mágicos.[cita requerida]